# Philippe Étienne Lafosse
Pour les articles homonymes, voir Lafosse (homonymie).
Philippe-Étienne La Fosse, né à Montataire en 1738 et mort à Paris ou Villeneuve-sur-Yonne en juin 1820, est un hippographe et vétérinaire français. Auteurs de nombreux ouvrages sur l'anatomie et la pathologie du cheval, il acquit une renommée internationale.

## Biographie
Fils ainé d'un docteur en médecine équine et maréchal-ferrant Étienne-Guillaume Lafosse (mort le 24 janvier 1753), il fit, sous la direction de celui-ci Étienne-Guillaume Lafosse et dès son plus jeune âge, d’excellentes études, théoriques et pratiques. À 13 ans, il devint palefrenier pendant 1 an, puis les deux années suivantes fut maréchal-ferrant. En parallèle, il apprenait l'anatomie humaine, l'histoire naturelle ou l'équitation mais aussi l'escrime, le dessin, la musique, l'anglais ou la géographie. Il va alors suivre son père dans ses soins aux chevaux et commence à disséquer alors de très nombreux cadavres de chevaux. Il publia un premier ouvrage sur la morsure de la musaraigne. Il accompagne les carabiniers et la Légion royale pendant la guerre de Sept Ans. À son retour en France, il s'inscrit à la faculté de médecine. Il devint médecin ordinaire des écuries du roi. L'école vétérinaire d'Alfort est alors créée par Bourgelat mais ce dernier ne fait pas venir Lafosse comme professeur malgré sa réputation provoquant une vive amertume de celui-ci (il écrira même plus tard un ouvrage pour relever les erreurs des écrits de Claude Bourgelat). En 1766, il publia le Guide du maréchal qui connut un important succès. En 1767, il est exclu des écoles de Bourgelat. Il  ouvrira des cours gratuits sur l'anatomie et la pathologie du cheval dans un amphithéâtre qu'il fera construire spécialement pour l'occasion. En 1770, il cesse ses enseignements pour se consacrer à la rédaction de son Cours d'hippiatrique ou Traité complet de la médecine des chevaux qu'il fit paraitre deux ans plus tard et lui valut une reconnaissance à travers toute l'Europe,.
Ayant perdu sa place de médecin ordinaire du Roi, il quitta la France en 1777 et vécut en Russie jusqu'en 1781. De retour à Versailles quatre années plus tard, il fut nommé vétérinaire en chef, successivement aux voitures de la cour, au corps des carabiniers, et à celui de la gendarmerie.
Quoique ce fût de la Cour qu’il eût tout à attendre, il n’en fut pas moins un des plus chauds partisans de la Révolution, se signala à la prise de la Bastille et devint commandant de section, officier municipal et membre du comité militaire.
Nommé, en 1791, inspecteur vétérinaire des remontes de la cavalerie, sa vigilance lui attira la haine des dilapidateurs et il donna sa démission en 1793. Il fut l’un des premiers membres correspondants de l’Institut dans la section d’économie rurale.

## Publications
- Dissertation sur la contagion de la morve du cheval à l'homme, 1761, in-12 ;
- le Guide du maréchal, 1766, in-4°, un de ses meilleurs ouvrages ;
- Cours complet d’hippiatrique, 1769, in-fol., avec 65 planches ;
- Cours d'hippiatrique (1772)
- Dictionnaire raisonné d’hippiatrique, cavalerie, manège et maréchalerie, 1775, 2 vol. in-4° ;
- Manuel d’hippiatrique, 1803, in-12 ;
- Nouvelle théorie pratique d’équitation, 1819, in-8°, etc.
- Mémoire sur la morsure de la musaraigne (1763)

Il a donné deux articles, dont « hippiatrique » et un autre au Supplément de l’Encyclopédie de Diderot et D’Alembert.

## Hommages
1796 : Associé de l'Académie des Sciences dans la section économie rurale

## Sources
- Pierre Larousse, Grand Dictionnaire universel du XIXe siècle, vol. 10, Paris, Administration du grand Dictionnaire universel, p. 65.